# Boulevard du Colonel-Fabien
Le boulevard du Colonel-Fabien est une voie de circulation se trouvant à Ivry-sur-Seine.

## Situation et accès

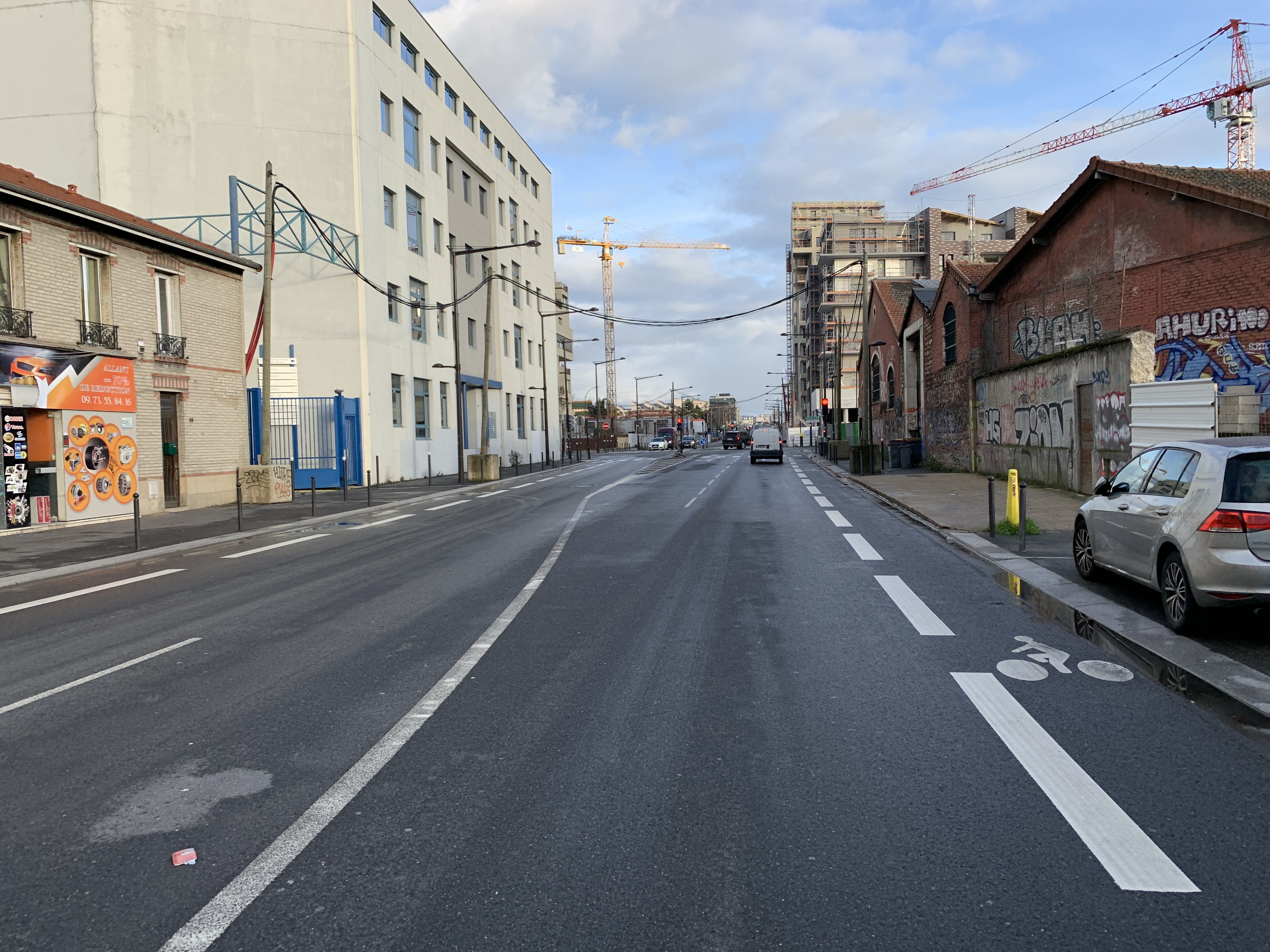
Le boulevard du Colonel-Fabien, Ivry-sur-Seine, en janvier 2021.

Le boulevard du Colonel-Fabien suit le tracé de la D 19.
Commençant à l'ouest, à la place Léon-Gambetta, anciennement place Nationale, il marque l'extrémité sud du cours de l'Industrie, puis longe la rue Maurice-Gunsbourg.
Il se termine au carrefour du quai Auguste-Deshaies et du quai Henri-Pourchasse, à l'entrée du pont d'Ivry qui traverse la Seine vers Alfortville.

## Origine du nom

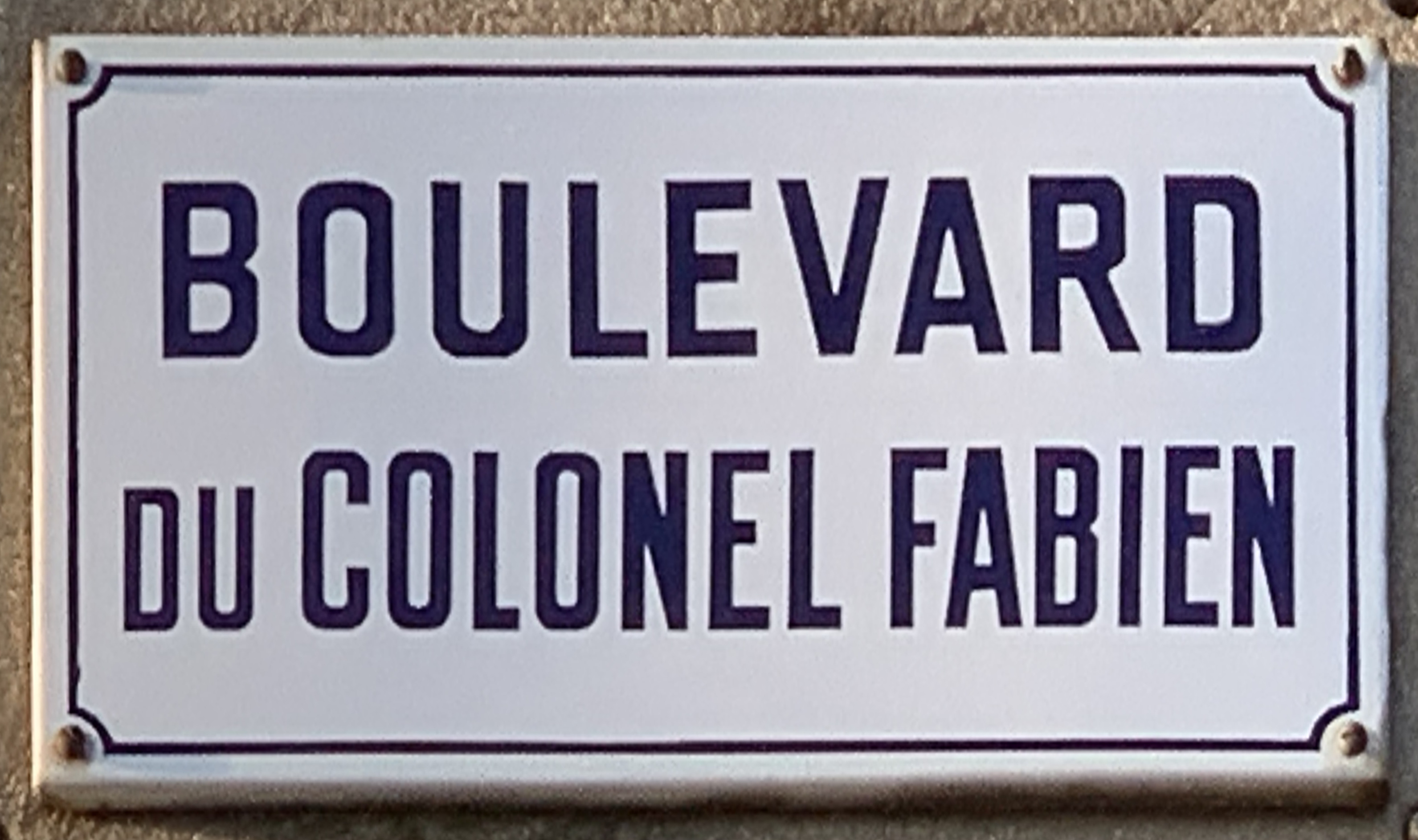
Plaque émaillée du Boulevard du Colonel-Fabien en 2021.

Son nom actuel rend hommage au colonel Fabien (1919-1944), militant communiste et résistant français. Il lui a été attribué lors d'une délibération du Conseil municipal d’Ivry-sur-Seine le 20 juin 1945 le 20 juin 1945.

## Historique
La construction du pont d'Ivry en 1827, sous le règne Charles X, accrut l'importance de cette voie de communication qui permit alors de rejoindre la rive droite de la Seine, par le confluent de la Marne.
Jusqu'à la Libération, elle fut appelée « boulevard Louis-Lemoine » du nom du général français de la Révolution et de l’Empire.
Sa proximité avec le fleuve lui fit subir de plein fouet la crue de la Seine de 1910.

## Bâtiments remarquables et lieux de mémoire
- Logements d'Électricité de France à Ivry-sur-Seine[5].
- Ivry Confluences, projet d'aménagement du quartier Ivry-port, initié en 2008.